# Borstiger Wurzelrüssler
Der Borstige Wurzelrüssler (Sciaphilus asperatus) ist ein Käfer aus der Familie der Rüsselkäfer und der Unterfamilie Entiminae.

## Merkmale
Die Käfer sind von plumper Gestalt, mit kurzem Rüssel. Die Körpergröße variiert von 4,5 bis 6 mm. Die Fühler entspringen an der Seite des Rüssels (nicht in einer nach oben geöffneten Grube wie z. B. bei Otiorhynchus). Eine Fühlerfurche, in welche die Fühler eingelegt werden können, ist vorhanden. Die Oberfläche ist mit hellen, runden Schuppen bedeckt, die etwas hinter der Hälfte der Flügeldecken manchmal etwas dunkler gefärbt sind, so dass sich eine undeutliche Querbinde ergibt. Auf den Flügeldeckenstreifen ist eine Reihe anliegender Borsten vorhanden, auf den Zwischenräumen sind abstehende Borsten einreihig angeordnet. Die Käfer sind flugunfähig, weshalb die Schultern nicht ausgeprägt sind. An ihrer Stelle sind die Flügeldecken verrundet. Dieses Erscheinungsbild ist typisch für flugunfähige Käferarten, da die durch die Flugmuskulatur verursachte Ausbeulung fehlt. Die Schenkel sind gezähnt.

## Biologie
Sowohl die ausgewachsenen Käfer als auch die Larven fressen an verschiedensten Pflanzen, ohne dabei spezialisiert zu sein (polyphag). Die Larven entwickeln sich unterirdisch an Wurzeln, die Käfer fressen an Blättern. Sie sind in verschiedenen Lebensräumen zu finden, mit einer klaren Vorliebe für feuchte, schattige Orte, gerne in Wäldern. Die wirtschaftliche Bedeutung als potentieller Schädling ist sehr gering.

## Verbreitung und Vorkommen
Der Borstige Wurzelrüssler ist in Europa verbreitet, im Süden aber nur lokal anzutreffen. Die Art wurde außerdem nach Nordamerika eingeschleppt.

## Gefährdung
Die Art ist in Deutschland ungefährdet.